# 大丸有
大丸有（日语：大丸有／だいまるゆう）是日本東京都千代田區內，大手町、丸之內、有樂町三個地方的合稱。此地區位於皇居之東，緊鄰神田、銀座與日本橋，為首都圈的精華地段。日本許多大型企業將總部設置於此，特別是三菱集團在這一區域長期投資經營，丸之內一帶甚至有「三菱村」的暱稱。
作為日本規模最大的中心商業區，大丸有也成為日本國內外許多都市發展時參考的對象，例如台北車站鄰近區域就被稱為「台版大丸有」。

## 環境
在2000年代，此地區被指定為都市再生緊急整備地域，相次建立起許多摩天大樓。而為了因應高度開發所帶來的環境影響，政府積極與民間企業合作，採取許多綠化措施來避免熱島效應。

## 外部連結
- 一般社団法人大手町・丸の内・有楽町地区まちづくり協議会 （页面存档备份，存于）
- リガーレ｜NPO法人 大丸有エリアマネジメント協会 （页面存档备份，存于）
- ECOZZERIA 大丸有 サステイナブルポータル （页面存档备份，存于）